# 佐々総合病院
医療法人社団時正会 佐々総合病院（いりょうほうじんしゃだんじせいかい さっさそうごうびょういん）は、東京都西東京市田無町にある病院である。東京都災害拠点病院に指定されている。

## 沿革
- 1908年5月に佐々時達が佐々医院を開設したのが始まりである。1944年に佐々病院に改称。

- 2007年より一般病床183床にて稼働している。

- 2009年より戸田中央医科グループ傘下の施設となっている。

## 診療科
- 外科
- 消化器外科
- 脳神経外科
- 整形外科
- 泌尿器科
- 皮膚科
- 内科
- 消化器内科
- 循環器内科
- 小児科
- 産婦人科
- リハビリテーション科
- 救急科

## 医療機関の指定等
- 保険医療機関
- 救急告示医療機関
- 労災保険指定医療機関
- 生活保護法指定医療機関
- 災害拠点病院
- DPC対象病院

## 周辺の施設
- 田無警察署
- 西東京市立田無小学校
- 西東京郵便局

## 交通アクセス
- 西武新宿線
  - 田無駅下車、徒歩3分
- 路線バス・コミュニティバス
  - 西武バス・関東バス、はなバス「田無警察署」下車、すぐ